# Hrabstwo Madison (Iowa)

Piramida wieku hrabstwa

Hrabstwo Madison – hrabstwo położone w USA w stanie Iowa z siedzibą w mieście Winterset.

## Miasta
- Bevington
- Earlham
- East Peru
- Macksburg
- Patterson
- St. Charles
- Truro
- Winterset

## Drogi główne
- Interstate 35
- U.S. Highway 6
- U.S. Highway 169
- Iowa Highway 92

## Sąsiednie hrabstwa
- Hrabstwo Dallas
- Hrabstwo Warren
- Hrabstwo Clarke
- Hrabstwo Union
- Hrabstwo Adair